# 一途/逆夢
「一途/逆夢」（いちず/さかゆめ）は、King Gnuの4作目のCDシングル。2021年12月29日にソニー・ミュージックレーベルズ（アリオラジャパンレーベル）からリリースされた。「一途」「逆夢」はそれぞれ2021年12月24日に劇場公開されたアニメ映画『劇場版 呪術廻戦 0』の主題歌、エンディングテーマに起用されており、それぞれ12月10日、12月24日に先行配信された。

## 背景とリリース
前作のシングル『BOY』から28日ぶり（配信シングルとしては2か月ぶり）のリリースとなった。表題曲の内、「一途」はKing Gnuにとって初となるアニメ映画のタイアップ曲となり、映画の為に書き下ろされた。楽曲は2021年12月1日放送の「2021 FNS歌謡祭 第1夜」でフルサイズ解禁した。常田は番組に「全部がサビみたいな曲」とメッセージを寄せている。「一途」は2021年12月10日に先行配信がスタートし、同日にはミュージック・ビデオ（MV）がYouTubeでプレミア公開された。なお同ビデオはKing GnuのMVでは初めてPERIMETRONが制作に関与していない作品となっている。「逆夢」は2021年12月24日にサプライズでデジタル配信がスタートし、2022年1月5日にはPERIMETRONのOSRINが監督を務めたMVがYouTubeでプレミア公開された。
本シングルは、通常盤、初回限定盤、期間限定生産盤の3形態でリリースされる。初回限定盤には昨年11月開催の東京・日本武道館公演の「King Gnu Live Tour 2020 AW "CEREMONY" November 25th, 2020 at NIPPON BUDOKAN」の模様を収めたBlu-rayが付属する。また期間限定生産盤のジャケットには『劇場版 呪術廻戦 0』の描き下ろしイラストが使用される。

## 音楽性
一途 
ポストパンク的な手触りギターのカッティングリフと、獰猛なバンドグルーヴで駆け抜ける高速ロックチューン。〈 ひとひらの想いよ／届け届けと血を巡らせて／一途に見つめます／理由なんて必要は無いの 〉といった歌詞で、「狂気スレスレのロマンチシズム」が表現されている。またボーカルでは、常田パートと井口パートは明確に役割が分かれている。リアルサウンドの石井恵梨子は、「余計な装飾のなさ、疾風怒濤のスピード感、中盤はコーラスやハーモニーで色づけがなされるのに、あえて最初の無骨なメロディに戻っていく主旋律の運び方など、かなりストイックな印象が強い。」と述べており、また「鋭いカッティングでゴリ押ししていく始まり方に、90年代のTHEE MICHELLE GUN ELEPHANTを重ねることも可能」としている。
逆夢
現代音楽的な意匠をまとったストリングスとピアノで始まる、「『白日』直系」のメランコリックなメディアムバラード。常田俊太郎による壮麗なストリングスアレンジにジャジーなヒップホップグルーヴが折り重ねられている。

## 評価と批評
- 前述の石井恵梨子は、「一方は激しく言葉数の多い高速ロックチューン、もう一方はしっとりしたバラード」というシングルパッケージは、2020年12月リリースのの『三文小説/千両役者』とぴったり重なるものだと指摘し、「アバンギャルドとクラシックの共存、貴族的優雅さと暴動寸前の熱狂の同居」というKing Gnuの魅力を再確認した[19]。
- 音楽ライターの松本侃士は、「一途」について「長きにわたるJ-POP史を振り返っても、これほどまでに激しく真っ直ぐで、もはや破滅的とも捉えられるラブソングは極めて稀」と述べている[21]。

## チャート成績
2021年12月10日に先行配信された「一途」は、12月15日公開（集計期間：2021年12月6日～12月12日）のビルボード・ジャパンソングスチャートにおいて、29,545DLでダウンロード2位、4,163,066再生でストリーミング22位を記録。他指標でも動画再生10位、Twitter（現・X）18位、ラジオ29位と高ポイントをマークして、総合4位に初登場した。翌週のチャートではダウンロード3位、ストリーミング4位、動画再生2位、ラジオ2位で総合4位から3位にランクアップしている。
映画が公開となる12月24日に先行配信された「逆夢」は、2021年12月29日公開（集計期間：2021年12月20日～12月26日）のチャートでダウンロード首位（28,308DL）を獲得。そのほかではストリーミング45位を記録し、総合では12位に初登場した。フィジカルCDが発売された翌週のチャートでは、「一途」が47,292枚を売り上げてシングル1位、9,696,001再生でストリーミング1位、2,098,622再生で動画再生1位を記録して、計3冠を獲得してバンド初（2022年1月現在）の総合首位に立った。「逆夢」は前週12位から総合3位にまで順位を上げ、これは24,637DLをマークしたダウンロード1位が牽引役となっている。翌週のチャートでは、1月5日にMV公開となった「逆夢」がダウンロード1位（3週連続）、ストリーミング2位で総合2位までランクアップ。「一途」もダウンロード3位、ストリーミング首位で、ワンツーフィニッシュを果たした。「逆夢」は翌週のチャートでストリーミング首位（10,032,427回）を獲得し、1位と2位が入れ替わる形で再びKing Gnuがストリーミングワンツーフィニッシュを果たした。
2022年3月16日、「一途」が自身最速でストリーミング累計再生1億回を突破した。
2022年12月22日発表のオリコン年間ランキング2022の「合算シングルランキング」で1位を獲得。同一作品が上半期と年間でいずれも合算シングル1位を獲得するのは、SixTONES×Snow Man『Imitation Rain/D.D.』以来2年ぶり・史上2組目の快挙となった。

### チャート推移
|                                              | 順位（売上）     | 順位（売上）    | 順位（売上）    | 順位（売上）       | 順位（売上）      | 順位（売上）     |
| CDシングル                                   | DLシングル       | DLシングル      | ストリーミング  | ストリーミング     | 合算シングル      |                  |
| CDシングル                                   | 一途             | 逆夢            | 一途            | 逆夢               | 合算シングル      |                  |
| -------------------------------------------- | ---------------- | --------------- | --------------- | ------------------ | ----------------- | ---------------- |
| 1週目 (12月6日-12日集計、12月20日付)         | 発売前           | 2位 （3.0万DL） | 発売前          | 20位 （397万再生） | 発売前            | 10位 （2.5万Pt） |
| 2週目 (12月13日-19日集計、12月27日付)        | 発売前           | 2位 （1.6万DL） | 発売前          | 3位 （658万再生）  | 発売前            | 6位 （2.8万Pt）  |
| 3週目 (12月20日-26日集計、2022年1月3日付)    | 発売前           | 3位 （2.6万DL） | 1位 （2.9万DL） | 2位 （779万再生）  | 発売前            | 5位 （3.6万Pt）  |
| 4週目 (12月27日-2022年1月2日集計、1月10日付) | 1位 （4.7万枚）  | 3位 （2.3万DL） | 1位 （2.6万DL） | 1位 （895万再生）  | 4位 （615万再生） | 1位 （11.7万Pt） |
| 5週目 (1月3日-9日集計、1月17日付)            | 2位 （1.0万枚）  | 3位 （1.7万DL） | 1位 （2.3万DL） | 1位 （868万再生）  | 2位 （791万再生） | 1位 （8.2万Pt）  |
| 6週目 (1月10日-16日集計、1月24日付)          | 5位 （0.6万枚）  | 5位 （1.5万DL） | 3位 （2.1万DL） | 1位 （959万再生）  | 2位 （879万再生） | 2位 （8.2万Pt）  |
| 7週目 (1月17日-1月23日集計、1月31日付)       | 17位 （0.4万枚） | 5位 （0.9万DL） | 3位 （1.2万DL） | 1位 （831万再生）  | 2位 （771万再生） | 2位 （6.6万Pt）  |

## 認定と売上
|                           | 認定 (RIAJ)        | 売上/再生回数 |
| ------------------------- | ------------------ | ------------- |
| フィジカルCD              | ゴールド           | 100,000* 枚   |
| 「一途」                  |                    |               |
| ダウンロード              | プラチナ           | 159,000 DL    |
| ストリーミング            | トリプル・プラチナ | 350,000,000回 |
| 「逆夢」                  |                    |               |
| ダウンロード              | プラチナ           | 138,000DL     |
| ストリーミング            | トリプル・プラチナ | 350,000,000回 |
| *認定のみに基づく出荷枚数 |                    |               |

## 収録曲
| 全作詞・作曲: 常田大希、全編曲: King Gnu。 |                                                   |          |            |      |
| #                                          | タイトル                                          | 作詞     | 作曲・編曲 | 時間 |
| 1.                                         | 「一途」(『劇場版 呪術廻戦 0』主題歌)             | 常田大希 | 常田大希   | 3:10 |
| 2.                                         | 「逆夢」(『劇場版 呪術廻戦 0』エンディングテーマ) | 常田大希 | 常田大希   | 5:07 |
| 合計時間:                                  | 合計時間:                                         | 8:18     |            |      |

| #   | タイトル               | 作詞 | 作曲・編曲 |
| --- | ---------------------- | ---- | ---------- |
| 1.  | 「どろん」             |      |            |
| 2.  | 「Sorrows」            |      |            |
| 3.  | 「Vinyl」              |      |            |
| 4.  | 「It's a small world」 |      |            |
| 5.  | 「白日」               |      |            |
| 6.  | 「飛行艇」             |      |            |
| 7.  | 「Overflow」           |      |            |
| 8.  | 「Slumberland」        |      |            |
| 9.  | 「Hitman」             |      |            |
| 10. | 「The hole」           |      |            |
| 11. | 「ユーモア」           |      |            |
| 12. | 「傘」                 |      |            |
| 13. | 「Tokyo Rendez-Vous」  |      |            |
| 14. | 「破裂」               |      |            |
| 15. | 「Prayer X」           |      |            |
| 16. | 「ロウラブ」           |      |            |
| 17. | 「Flash!!!」           |      |            |
| 18. | 「三文小説」           |      |            |
| 19. | 「Teenager Forever」   |      |            |

## 収録アルバム
| SPECIALZ （4） | 一途 (ALBUM ver.) （5） | δ （6） |

| δ （6） | 逆夢 （7） | IKAROS （8） |

## テレビ披露
| 日付           | 番組名                                      | 放送局       | 演奏曲 | 出典   |
| -------------- | ------------------------------------------- | ------------ | ------ | ------ |
| 2021年12月1日  | 2021 FNS歌謡祭 第1夜                        | フジテレビ系 | 一途   | [ 40 ] |
| 2021年12月20日 | CDTVライブ!ライブ!クリスマス4時間スペシャル | TBS系        | 一途   | [ 41 ] |
| 2021年12月24日 | ミュージックステーションスーパーライブ2021  | テレビ朝日系 | 逆夢   | [ 42 ] |
| 2022年3月20日  | Love music                                  | フジテレビ系 | 一途   | [ 43 ] |
| 2022年3月20日  | Love music                                  | フジテレビ系 | 逆夢   | [ 43 ] |
| 2022年12月30日 | 第64回日本レコード大賞                      | TBS系        | 一途   | [ 30 ] |
| 2022年12月30日 | 第64回日本レコード大賞                      | TBS系        | 逆夢   | [ 30 ] |

## カバー
逆夢
- 林勇 - 2022年7月13日配信のデジタルシングル「逆夢 - from CrosSing」にてカバー。カバーソングプロジェクト『CrosSing - Music＆Voice-』の楽曲としてリリース。同年9月21日発売のアルバム『CrosSing Collection vol.1』に収録。